# Tiroteig contra l'ambaixada dels Estats Units a Bonn de 1991
El tiroteig contra l'ambaixada dels Estats Units a Bonn de 1991 va ser un atemptat contra l'ambaixada dels Estats Units d'Amèrica a Bonn, Alemanya, realitzat el 13 de febrer d'aquell any, quan tres membres de la Fracció de l'Exèrcit Roig (RAF) hi van disparar uns 250 trets de rifle.
Els sospitosos van disparar contra l'ambaixada des d'una distància d'uns 500 metres, des de Villa Von-Weiß-Straße 8, situada a l'altra banda del riu Rin, a Königswinter. L'incident estava relacionat amb la guerra del Golf en curs. En una nota deixada al lloc dels fets, la RAF va manifestar que l'atac es va fer per combatre l'imperialisme estatunidenc i per expulsar-lo de l'Iraq. Els atacants van escapar de les seves posicions en un cotxe Volkswagen Passat robat i mai van ser atrapats. L'ambaixada va rebre alguns forats de bala i finestres trencades, però no hi va haver danys importants.
Temps desprès, el mateix rifle G1 va ser utilitzat per la RAF en l'assassinat de Detlev Karsten Rohwedder.
L'octubre de 2001, noves proves d'ADN d'un pèl deixat al seient del passatger del Volkswagen Passat van revelar que Daniela Klette podria haver estat una de les participants. Klette ja era una de les membres de la RAF sospitoses d'haver participat en altres atacs, com ara l'atemptat a la presó de Weiterstadt de 1993. Klette va romandre en llibertat fins a la seva detenció el 2024 i ningú més va ser condemnat per aquest atac.